# National Economic Council
Das National Economic Council (NEC; deutsch Nationaler Wirtschaftsrat) ist ein 1993 gegründetes wirtschaftspolitisches Beratungsgremium für den Präsidenten der Vereinigten Staaten. Der Rat ist Teil des Office of White House Policy, das den National Economic Council und weitere Büros umfasst. Der Direktor des NEC trägt den Titel „Assistant to the President for Economic Policy and Director of the National Economic Council“. Der NEC unterscheidet sich vom Council of Economic Advisers (CEA), der 1946 gegründet wurde. Der CEA liefert einen Großteil der objektiven empirischen Forschung für das Weiße Haus und erstellt den jährlichen Wirtschaftsbericht des Präsidenten.

## Direktoren des National Economic Council
| Direktor            | Amtsbeginn        | Amtsende          | Präsident      |
| ------------------- | ----------------- | ----------------- | -------------- |
| Robert Rubin        | 25. Januar 1993   | 11. Januar 1995   | Bill Clinton   |
| Laura D. Tyson      | 21. Februar 1995  | 12. Dezember 1996 | Bill Clinton   |
| Gene Sperling       | 12. Dezember 1996 | 20. Januar 2001   | Bill Clinton   |
| Lawrence B. Lindsey | 20. Januar 2001   | 12. Dezember 2002 | George W. Bush |
| Stephen Friedman    | 12. Dezember 2002 | 10. Januar 2005   | George W. Bush |
| Allan B. Hubbard    | 10. Januar 2005   | 28. November 2007 | George W. Bush |
| Keith Hennessey     | 28. November 2007 | 20. Januar 2009   | George W. Bush |
| Lawrence Summers    | 20. Januar 2009   | 31. Dezember 2010 | Barack Obama   |
| Gene Sperling       | 20. Januar 2011   | 5. März 2014      | Barack Obama   |
| Jeffrey Zients      | 5. März 2014      | 20. Januar 2017   | Barack Obama   |
| Gary Cohn           | 20. Januar 2017   | 2. April 2018     | Donald Trump   |
| Larry Kudlow        | 20. April 2018    | 20. Januar 2021   | Donald Trump   |
| Brian Deese         | 20. Januar 2021   | Februar 2023      | Joe Biden      |
| Lael Brainard       | Februar 2023      | 20. Januar 2025   | Joe Biden      |
| Kevin Hassett       | 20. Januar 2025   |                   | Donald Trump   |